# Čađavica Srednja (Bijeljina)
Pour les articles homonymes, voir Čađavica Srednja.
Čađavica Srednja (en serbe cyrillique : Чађавица Средња) est un village de Bosnie-Herzégovine. Il est situé sur le territoire de la ville de Bijeljina et dans la république serbe de Bosnie. Selon les premiers résultats du recensement bosnien de 2013, il compte 615 habitants.

## Géographie
Le village est situé sur les bords de la rivière Rijeka.

## Démographie

### Évolution historique de la population dans la localité
| 1948 | 1953 | 1961 | 1971 | 1981 | 1991 | 2013 |
| ---- | ---- | ---- | ---- | ---- | ---- | ---- |
| 837  | 867  | 864  | 788  | 831  | 693  | 615  |

|  |